# Риу-Вадулуй
Риу-Вадулуй (рум. Râu Vadului) — село у повіті Вилча в Румунії. Входить до складу комуни Кийнень.
Село розташоване на відстані 186 км на північний захід від Бухареста, 46 км на північ від Римніку-Вилчі, 149 км на південь від Клуж-Напоки, 137 км на північ від Крайови, 104 км на захід від Брашова.

## Населення
За даними перепису населення 2002 року у селі проживали 54 особи, усі — румуни. Усі жителі села рідною мовою назвали румунську.